# Horný Bar
Horný Bar (Hongaars: Felbár) is een Slowaakse gemeente in de regio Trnava, en maakt deel uit van het district Dunajská Streda.
Horný Bar telt 1.274 inwoners.